# Jadranka Stojaković
Jadranka Stojaković (Sarajevo, 24. juli 1950 — Banja Luka, 3. maj 2016) bila je jugoslovenska kantautorka zabavne muzike i autorka brojnih urbanih šansona i šlagera iz kasnih 1970ih i 1980ih godina.

## Biografija
Muzičku karijeru je počela u Sarajevu. Tokom kasnih 1970ih počela se baviti obradom pjesama Alekse Šantića i Desanke Maksimović u novom muzičkom aranžmanu. Radila i primenjenu muziku za televiziju (Dječje emisije Televizije Sarajevo), te napisala uvodnu temu 14. Zimskih olimpijskih igara u Sarajevu 1984. godine. Godine 1988. se preselila u Japan. Od 2011. je živela u Banjoj Luci. Bila je zaposlena kao urednik u muzičkoj produkciji Radio-televizije Republike Srpske. Preminula je 3. maja 2016. godine u Banjaluci. Sahranjena je na Centralnom gradskom groblju „Vrbanja” u Banjoj Luci.
Branko Lazić je režirao biografski film „Jadranka”.

## Festivali
Nastupala je od ranih 1970ih na brojnim domaćim festivalima zabavne muzike u Sarajevu (Vaš šlager sezone), Opatiji, Zagrebu i Beogradu.
Jugoslovenski izbor za Evrosong:
- Tik, tika taka, Sarajevo '72

Omladina, Subotica:
- Ti ne znaš dom gdje živi on, '73, prva nagrada publike
- Muzika je svirala (sa grupom S vremena na vreme), '74
- Srce mog naroda (Veče Pesme o Titu), '80

Beogradsko proleće:
- Ti si sunce, '74
- Igra, '75
- Na buri, '76
- Ti si tu, '77
- Ponedjeljak i ti, '78

Vaš šlager sezone, Sarajevo:
- Pajaco, '72
- Postoji neko, '73
- Život piše romane, '74, nagrada za najbolji tekst i dvanaesto mesto
- Nova nada, '75
- Gledaš me tako čudno, '76, nagrada za aranžman
- Tamo, gdje sam ja, '78
- Ti i ja, '79
- O tom po tom, '81
- Na drumovima Srema '87
- Golube, '88, treća nagrada publike i nagrada za najbolji tekst

Hit parada:
- Čekala sam, '74
- Muzika je sve (sa grupom S vremena na vreme), '76

Hit leta:
- Ne idi tamo, '77

Opatija:
- Priča o nama, '73
- Tajna, '74
- Novi ljudi, '75
- Jer vidiš, sve te više volim (Veče šansona i slobodnih formi), '78
- Ja nisam tvoga kova (Veče šansona i slobodnih formi), '80
- Obična tema, '81
- Most, '81 (Veče rodoljubive pjesme sa Indeksima, Kemalom Montenom i Nedom Ukraden)
- Galeb, '81 (Veče rodoljubive pjesme sa Mahirom Palošem, Kemalom Montenom i Nedom Ukraden)
- Svijet se dijeli na dvoje, '82
- Miris oktobra, '86, deveto mesto

Zagreb:
- U ime svega, '77
- Život je jednosmjerna cesta (Veče slobodnih formi), '78
- Da li znaš (Veče novih trendova šansona), '86

Evrosong:
- Lejla (pesma), (kao prateći vokal sa Nedom Ukraden i Ismetom Dervoz -  Seidu Memiću Vajti), 15. mesto, '81

Festival Kantarion (Autori pevaju i sviraju), Zagreb:
- Nagrada za celokupan doprinos muzici, Nagrada dodeljena posthumno, 2024

## Uspjesi
Najpoznatije njene šansone su: "Sve smo mogli mi", "Ima neka tajna veza", "Muzika je svirala", "Čarobnjaci", "Tijesno doba", "Na drumovima Srema", "Vjerujem", "Nedovršeni valceri", "Što te nema","Čekala sam, čekala sam(Jadranka i Goran Bregović)".

## Diskografija
- Svitanje LP 8018, 18.06.1981., Diskoton Sarajevo
- Da odmoriš malo dušu, LP 8052, 1982., Diskoton Sarajevo
- Sve te više volim, LP 3149, 1985., Sarajevo disk
- Vjerujem, LP 2122677 03.02.1987., PGP RTB

## Spoljašnje veze
- Intervju sa Jadrankom Stojaković u beogradskoj Politici
- Hitovi Jadranke Stojaković za sva vremena („Večernje novosti“, 3. februar 2012)
- Kreativnost mi je još uvek ostala („Politika“, 6. februar 2012)
- Jadranka Stojaković sad hoda („Večernje novosti“, 11. april 2012)